# Loughor
Loughor (Casllwchwr en gallois) est une ville du Glamorgan, au pays de Galles.

## Toponymie
La ville de Loughor tient son nom anglais du fleuve Loughor, qui dérive du gallois llychwr « brillant ». Son nom gallois Casllychwr fait référence au château construit près du fleuve au Moyen Âge.

## Géographie
La ville de Loughor est située dans le nord de la péninsule de Gower, sur l'estuaire de la Loughor, un fleuve qui se jette dans la baie de Carmarthen. La ville de Llanelli se trouve à quelques kilomètres au nord-ouest, de l'autre côté de l'estuaire.
Loughor est traversée par la route A484, qui relie Llanelli aux banlieues ouest de Swansea, et par la West Wale Line (en), ligne de chemin de fer qui traverse toutes les Galles du Sud. Ces deux axes enjambent l'estuaire de la Loughor sur un pont et un viaduc respectivement.
Administrativement, Loughor est rattachée à la communauté de Llwchwr, qui comprend également le village voisin de Kingsbridge. Cette communauté comptait 9 134 habitants au recensement de 2011. Elle relève de l'aire principale de Swansea.

## Histoire
Après la conquête romaine du pays de Galles, au Ier siècle, les Romains fondent un fort côtier à Leucarum (en). Il est abandonné avant le IVe siècle.
Au Moyen Âge, le site du fort de Leucarum est réoccupé par les Anglo-Normands dans le contexte de l'invasion normande du pays de Galles. Le baron Henri de Beaumont reçoit la péninsule de Gower du roi Henri Ier en 1106 et fonde le château de Loughor peu après. La ville de Loughor se développe autour du château.

## Personnalités liées
- Le botaniste Daniel Morris (en) (1844-1933) est né à Loughor.
- Le prédicateur Evan Roberts (1878-1951), figure majeure du Réveil gallois de 1904-1905, est né à Loughor.
- L'écrivaine Irma Chilton (en) (1930-1990) est née à Loughor.
- Le footballeur Leighton James (en) est né en 1953 à Loughor.